# Särkijärvi (sjö i Finland, Birkaland)
Särkijärvi är en sjö i Finland. Den ligger i kommunen Ikalis i landskapet Birkaland, i den sydvästra delen av landet, 190 km nordväst om huvudstaden Helsingfors. Särkijärvi ligger 121,7 meter över havet. I omgivningarna runt Särkijärvi växer i huvudsak blandskog. Arean är 55,7 hektar och strandlinjen är 10,07 kilometer lång. Sjön  ingår i Kumo älvs huvudavrinningsområde. 